# 基安布郡

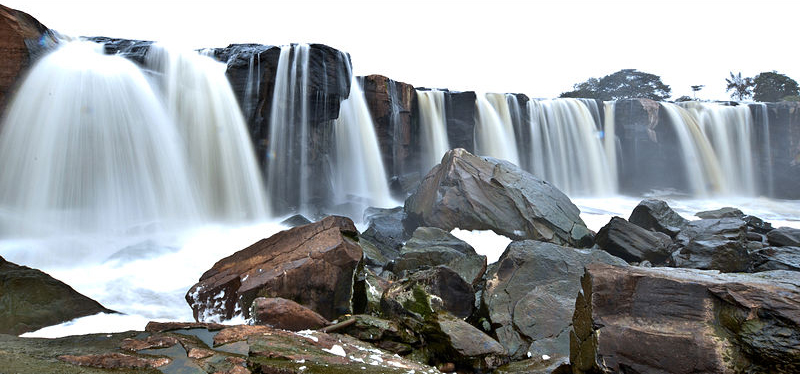

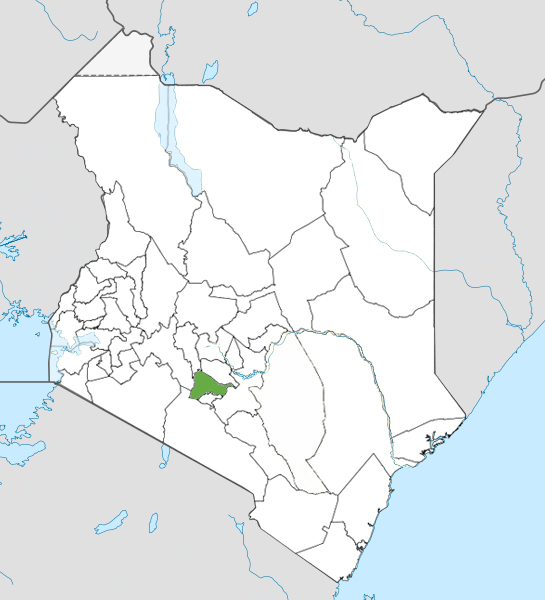

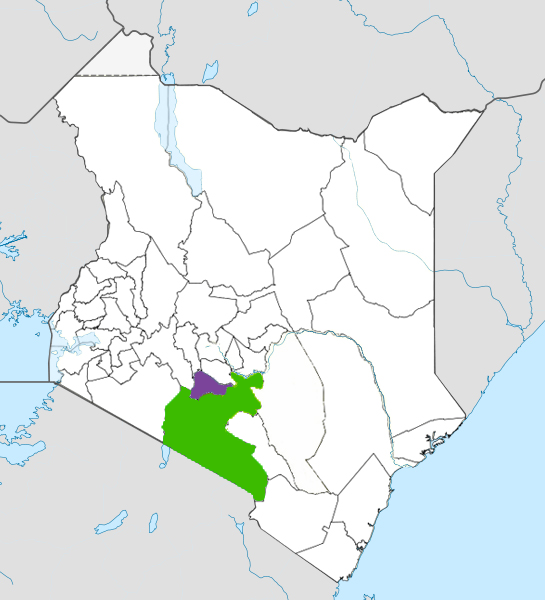

基安布郡，是肯亞的一個郡，位於該國中部，由中部省負責管轄，首府設於基安布，始建於2013年3月4日，面積2,449.2平方公里，2009年，全县人口为1,623,282人，人口密度为每平方公里662.78人。